# Џорџ Гервин
Џорџ Гервин (енгл. George Gervin; Детроит, САД, 27. април 1952) је бивши амерички кошаркаш. У својој каријери, никада није имао у просеку мање од 14 поена по утакмици, а каријеру је завршио са просеком од 26,2 поена по утакмици. Данас, Џорџ Гервин се сматра за једног од најбољих бекова свих времена, препознатљив по добром шуту и сјајним закуцавањима.